# 西井開
西井 開（にしい かい、1989年 ‐ ）は、日本の社会学者、臨床心理士。専門は臨床社会学、臨床心理学、男性学。非モテ男性に関する研究に加えて、非モテ当事者研究グループを運営している。

## 経歴
大阪府大阪市生まれ。会社員、NPO職員、無職などを経て、立命館大学人間科学研究科人間科学専攻博士後期課程を修了。2023年に「不安定な男性性にかんする臨床社会学 : 非-マジョリティ男性の精神衛生上の課題をめぐって」で博士（人間科学）を取得した。

## 研究・活動
修士論文をもとにした書籍『「非モテ」からはじめる男性学』を2021年に刊行した。本書について、社会学者の須藤康介は、「結婚研究から独立して、「非モテ」そのものを分析した、先駆的な研究」と評している。
モテないことに悩む男性たちの語り合いグループ「ぼくらの非モテ研究会」の発起人であるほか、男性の語り合う場をつくる任意団体「Re-Design For Men」代表を務めている。

## 著書

### 単著
- 『「非モテ」からはじめる男性学』集英社新書、2021年、ISBN: 9784087211764

### 共編者
- ぼくらの非モテ研究会編、『モテないけど生きてます : 苦悩する男たちの当事者研究』、青弓社、2020年、ISBN: 9784787234766

### 共著
- 澁谷知美・清田隆之編、『どうして男はそうなんだろうか会議——いろいろ語り合って見えてきた「これからの男」のこと』、筑摩書房、2022年、ISBN: 9784480864796
- 高橋幸・永田夏来編、『恋愛社会学 : 多様化する親密な関係に接近する』、ナカニシヤ出版、2024年、ISBN: 9784779517662